# Lepidostoma uncinatum
Lepidostoma uncinatum är en nattsländeart som beskrevs av Weaver och Huisman 1992. Lepidostoma uncinatum ingår i släktet Lepidostoma och familjen kantrörsnattsländor. Inga underarter finns listade i Catalogue of Life.